# Rue de l'Alzette

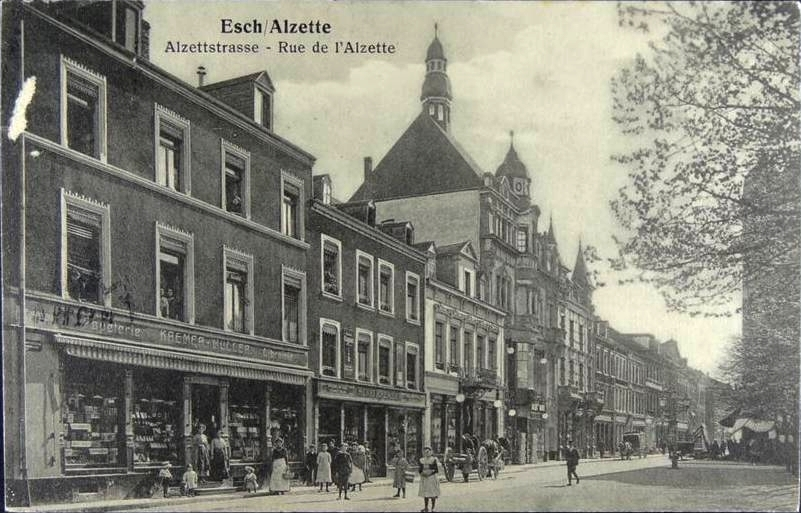
Rue de l'Alzette au début du XXe siècle

La rue de l'Alzette est une des principales rues d'Esch-sur-Alzette, seconde ville du  grand duché de Luxembourg par le nombre de ses habitants. 
La rue a été aménagée en rue piétonnière dans sa plus grande partie et est bordée de nombreux immeubles du début du XXe siècle. C'est la plus grande rue piétonnière du Luxembourg

## Description
La rue de l'Alzette mesure un peu plus de 900 mètres et est orientée ouest-sud-ouest. Elle débute à la place de l'hôtel de Ville et se termine boulevard  Prince Henri. Elle tire son nom de la rivière Alzette dont elle suit le tracé et qui a été mise en souterrain entre 1908 et 1915.  
Grâce à l'industrie sidérurgique, la ville d'Esch est passée en un siècle d'une petite bourgade de 1 050 habitants en 1827 à 29 429 habitants en 1930. De riches industriels allemands, français, belges ou luxembourgeois et des commerçants fortunés se font construire des hôtels particuliers ainsi que des maisons de rapport. On trouve dans tout le centre-ville et particulièrement rue de l'Alzette, l'influence des architectures germaniques et latines de l'époque, avec un mélange de styles Art nouveau, néogothique ou éclectique. 
En 1906, la municipalité adopte le plan Wirtz-Krasnick qui impose l'alignement des rues et en 1924, l'architecte-urbaniste allemand Joseph Stübben dessine le plan de nouveaux quartiers et aménage les  quartiers existants. 
Pendant la Première Guerre mondiale, le 24 mars 1918, une bombe tombe rue de l'Alzette ne provoquant que des dégâts matériels. 
En 1992/1993, l'architecte-urbaniste allemand Thomas Sieverts et l'ingénieur irlandais Peter Rice, spécialiste des structures métalliques, transforment la rue en voie piétonnière et y implantent un éclairage par d'immenses réverbères inclinés en acier.

## Immeubles remarquables

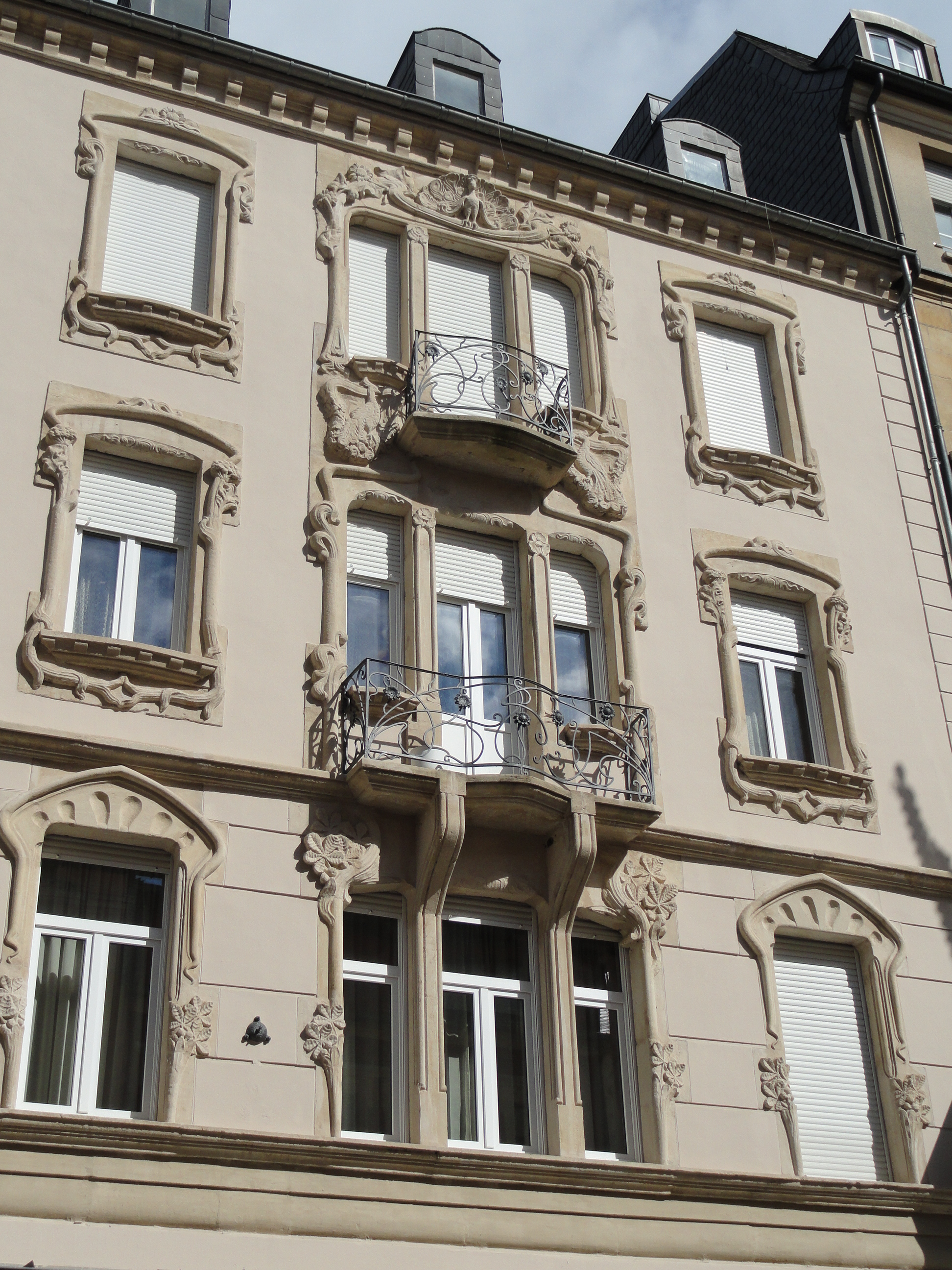
4 rue de l'Alzette. Immeuble Art nouveau « nancéien »

### 4 rue de l'Alzette
L'immeuble situé au 4 rue de l'Alzette, aussi dénommée la Maison des paons, a été construit comme maison de rapport, en style Art Nouveau nancéien. Le bâtiment de trois étages plus des combles aménagés avec lucarnes a sa façade décorée de bas-reliefs à motifs de feuilles de châtaigniers. Au deuxième étage, la baie principale composée de trois fenêtres jumelées possède un balcon de forme ondulée sur toute sa largeur, reposant sur deux consoles. Au troisième étage, le balcon, sans console, est réduit à la largeur de la fenêtre centrale. De part et d'autre de ce balcon, un bas-relief représentant un paon au repos tandis qu'au-dessus de la baie, juste en dessous de la corniche, un paon est représenté faisant la roue. Les grilles des balcons, en fer forgé, reproduisent un décor de tournesol.

### 5/9 rue de l'Alzette

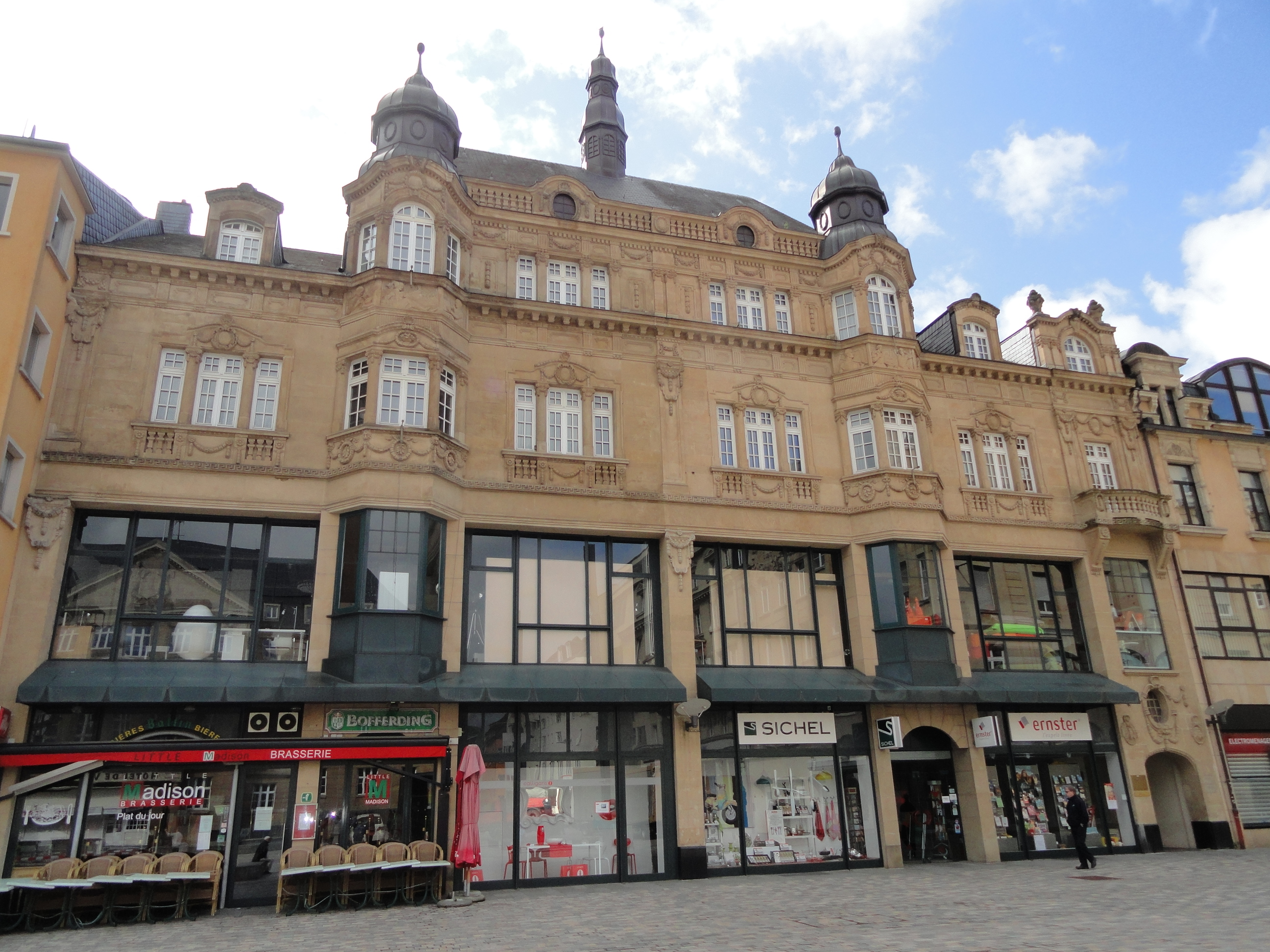
5/9 rue de l'Alzette : la maison Sichel

La maison Sichel a été construite en 1909 pour sa partie ouest et en 1924 pour sa partie est, par l'architecte allemand C. Diétrich né à Neustadt an der Weinstraße (anciennement Neustadt an der Haardt) en Rhénanie-Palatinat. 
En 1873, les frères Gillain ouvrent une quincaillerie à Esch-sur-Alzette, qui sera reprise plus tard par Julius Sichel et Cie. Ce sont les Sichel, une famille juive d'Alsace-Lorraine, qui vont faire construire ce bâtiment dont le rez-de-chaussée et le premier étage sont à vocation commerciale et les étages supérieurs des appartements de rapport. En 1975, les activités de la vente au détail de la quincaillerie Sichel sont reprises par la société en nom collectif Gaston Schwertzer, José Legan et Cie. En 1984, Marc Schwertzer et sa femme reprennent en main le magasin. En 1991, le département quincaillerie, à l'origine du succès du magasin, ferme ses  portes, et est remplacé par un nouveau département d'arts de la table, de cadeaux et de mobilier de décoration. 
La maison Sichel est un fleuron de l'historicisme au Luxembourg. Le grand magasin de quincaillerie est le fruit direct de la production industrielle florissante au début du XXe siècle. Le recours aux coffrages modernes et aux armatures métalliques permettent de réaliser de vastes espaces réservées à la vente. L'immeuble offre un aspect monumental avec sa toiture en croupe dominée par un lanternon élancé, ses deux tourelles en surplomb, surmontées par un tambour octogonal, couronné par un dôme débordant de section à arc plein cintre coiffé d'un arc en accolade, et son étage en attique. Le rez-de-chaussée et le premier étage offrent de larges baies vitrées à encadrement métallique. La façade des étages supérieurs ainsi que l'entrée privative à droite de l'immeuble, est en pierre de taille avec de nombreux décors de guirlandes de fruits, et de nombreux bas-reliefs représentant un sculpteur, Mercure et la science sur la tourelle de gauche et un mineur, une forge et le travail des champs sur celle de droite. Au-dessus de l'entrée privative, un œil-de-bœuf ovale, entouré d'une guirlande de feuilles stylisées, avec en haut une coquille Saint-Jacques et en bas un être fantastique. De chaque côté de l'œil de bœuf, un médaillon avec au centre une abeille, symbole de la persévérance. 

Maison Sichel
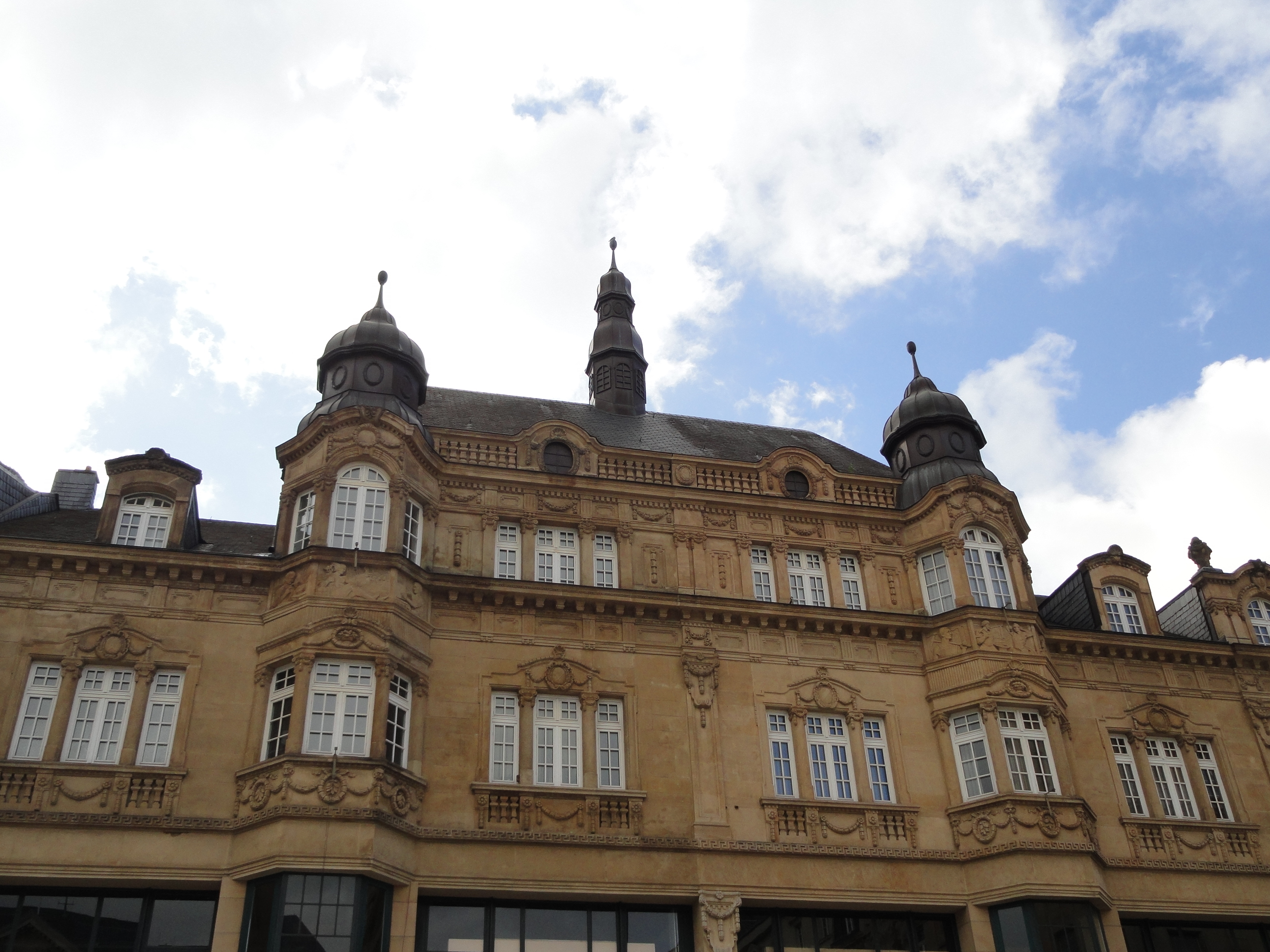
Détail du toit
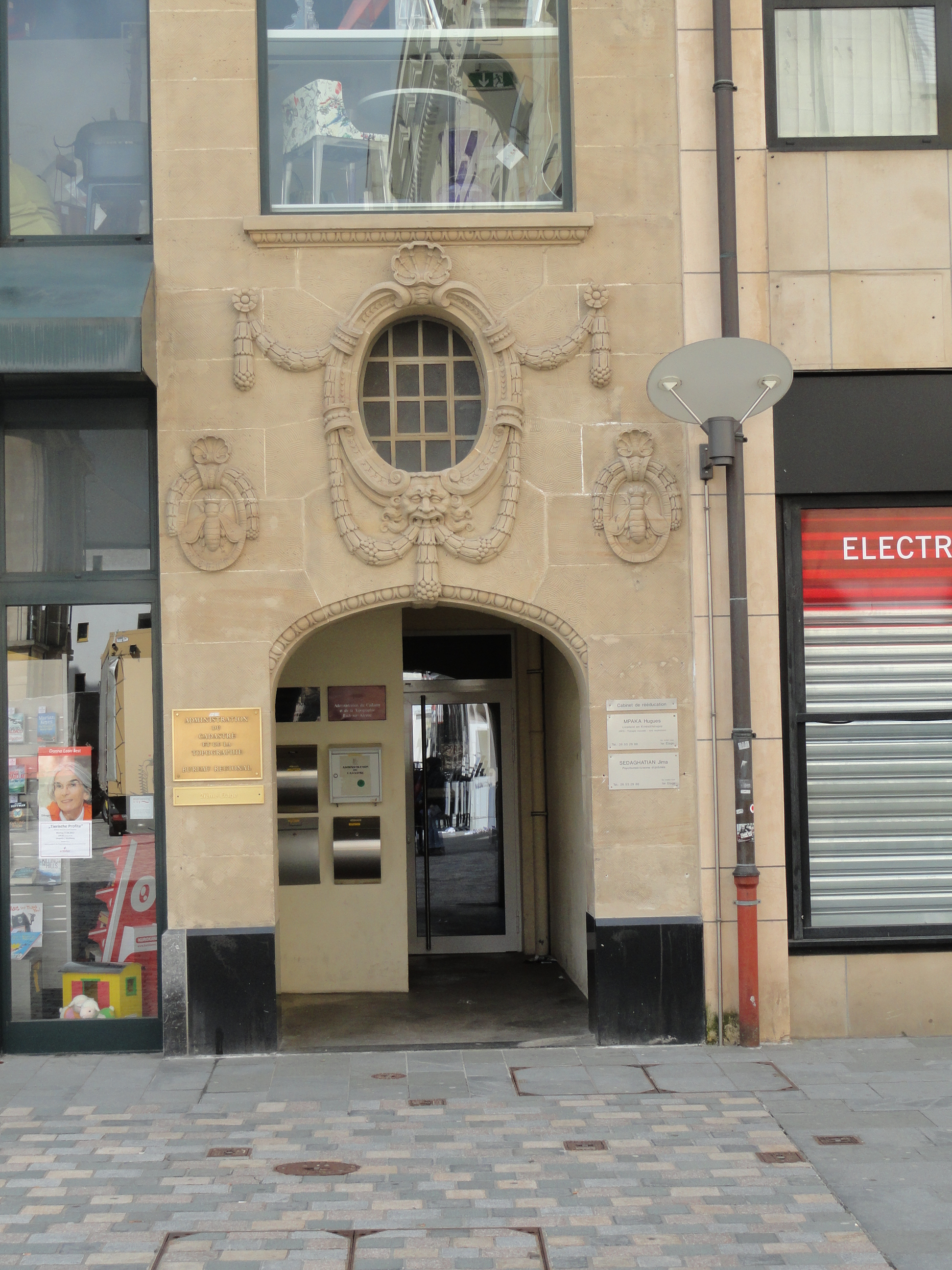
L'entrée privative sur le côté droit
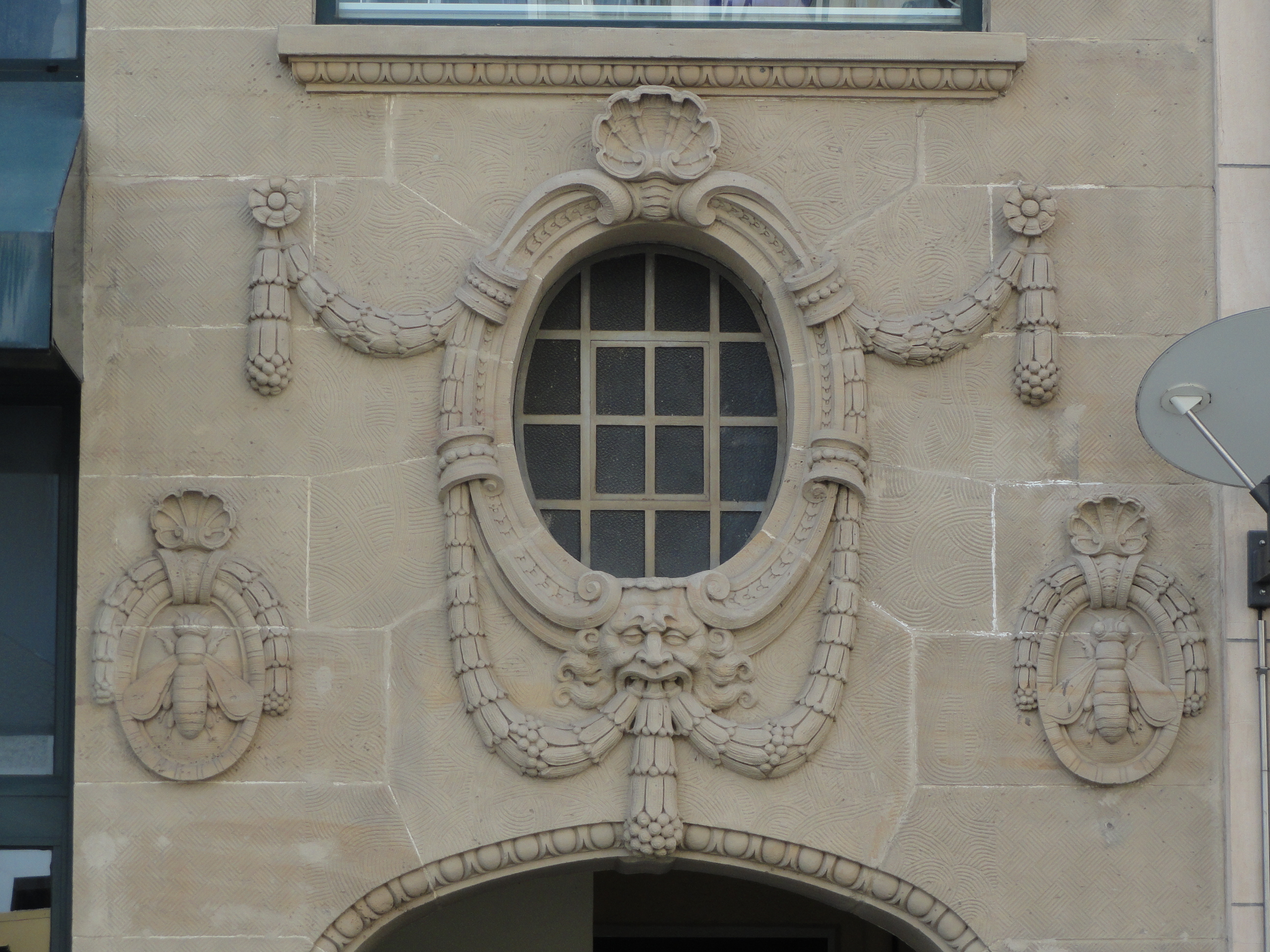
Détail de l'œil-de-bœuf

### 57 rue de l'Alzette
Bâtiment néogothique construit en 1909, avec la présence typique d'arcs en accolade, en dos-d'âne, de fenêtres géminées à imposte trilobé. La travée de droite porte en couronnement au-dessus des fenêtres géminées du troisième étage, un fronton à volutes richement décoré surmonté d'un pinacle, avec blason imaginaire coiffé d'une couronne, affichant le monogramme du propriétaire et la date de construction et en dessous du blason, une banderole vide. De chaque côté de ce fronton, à hauteur du second étage une niche vide surmontée d'un fleuron. Le reste du bâtiment se compose de deux étages plus un étage de comble dont les lucarnes simples ou géminées possèdent un encadrement de volutes et sont surmontées de fleurons.    
Les embrasures des fenêtres du premier et deuxième étage sont richement sculptées. La façade est rythmée et divisée par des pilastres cannelés à chapiteau décoré de mascaron. 

57 rue de l'Alzette
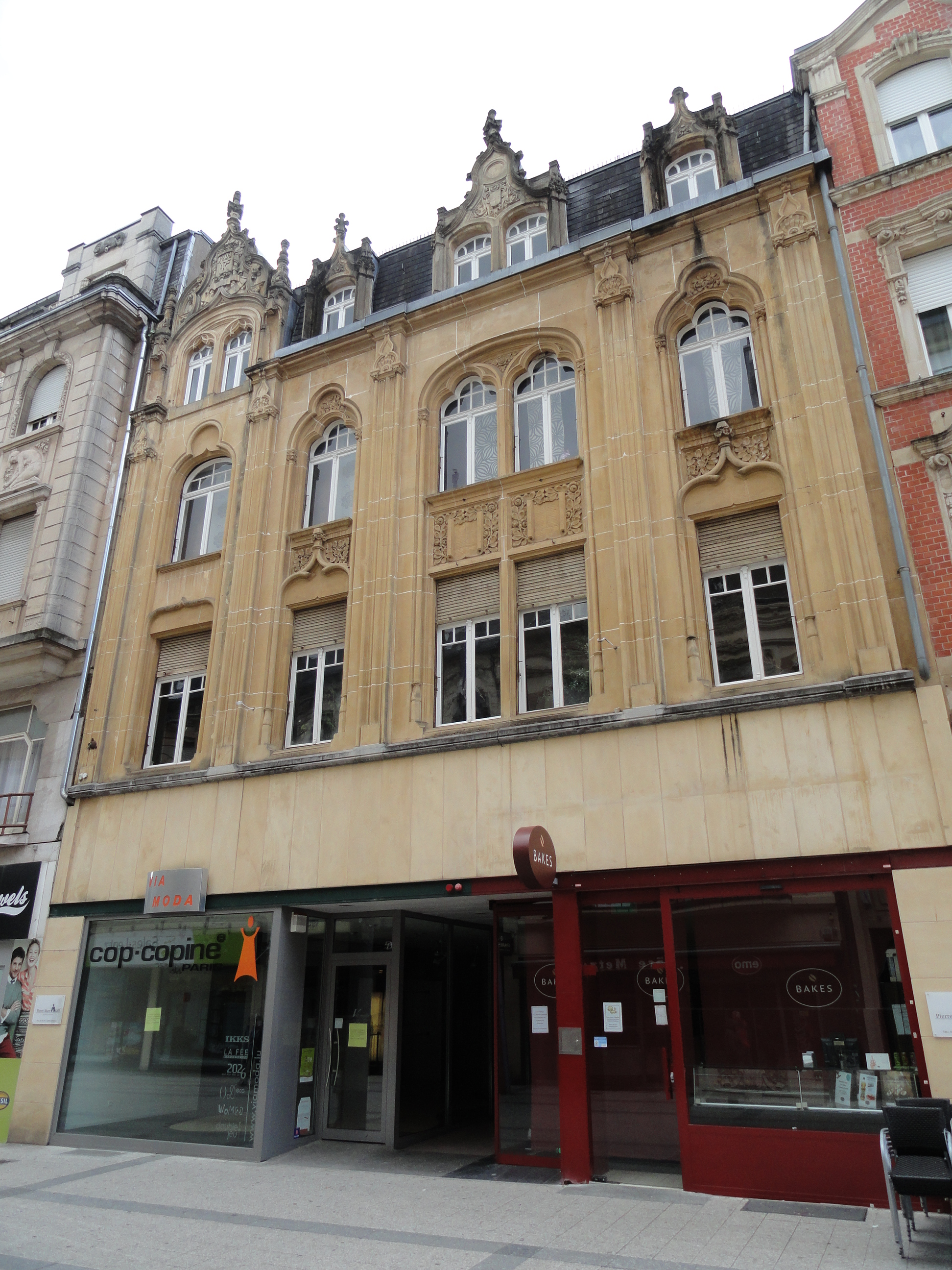
Immeuble néo-gothique
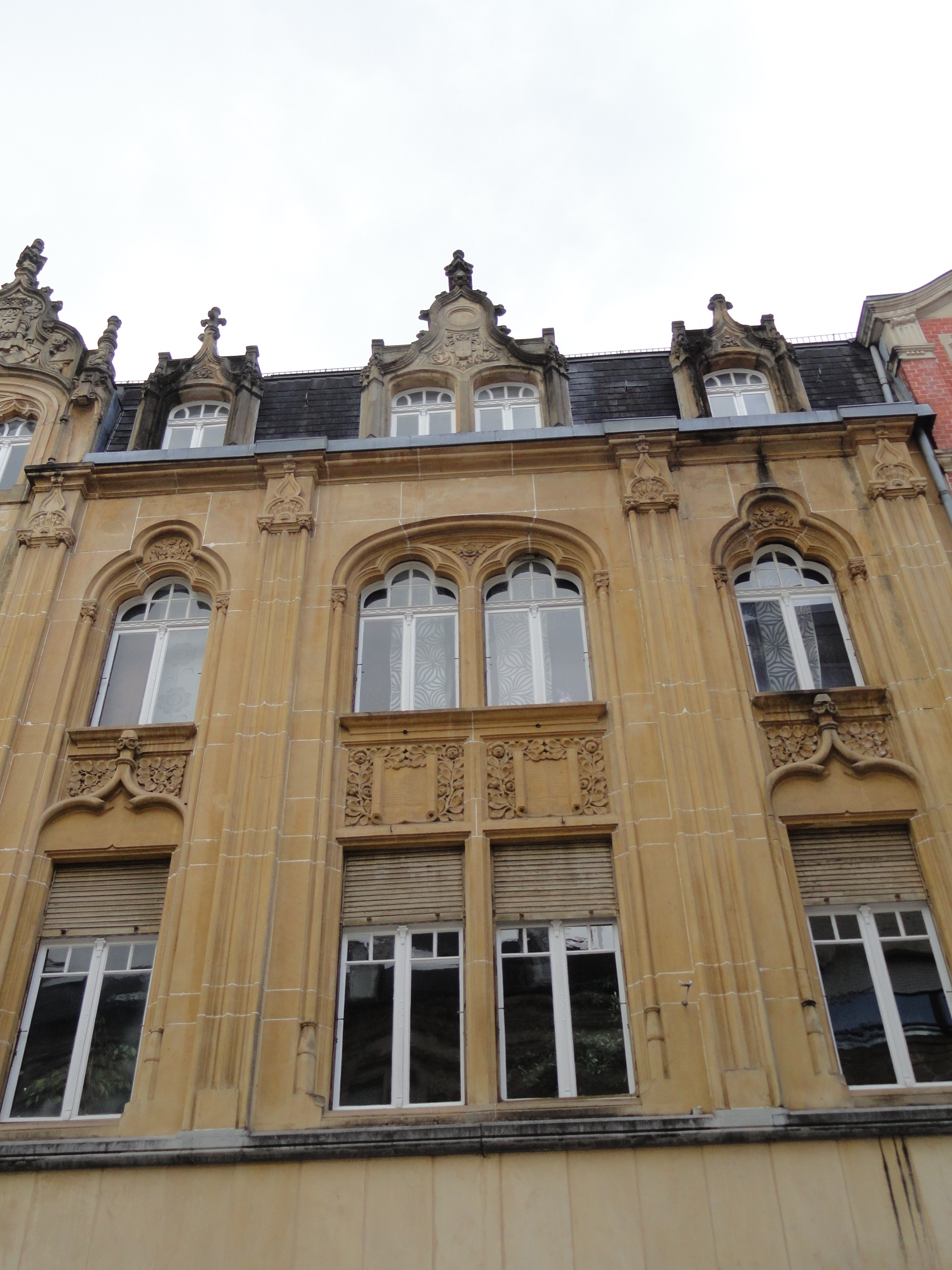
Détail
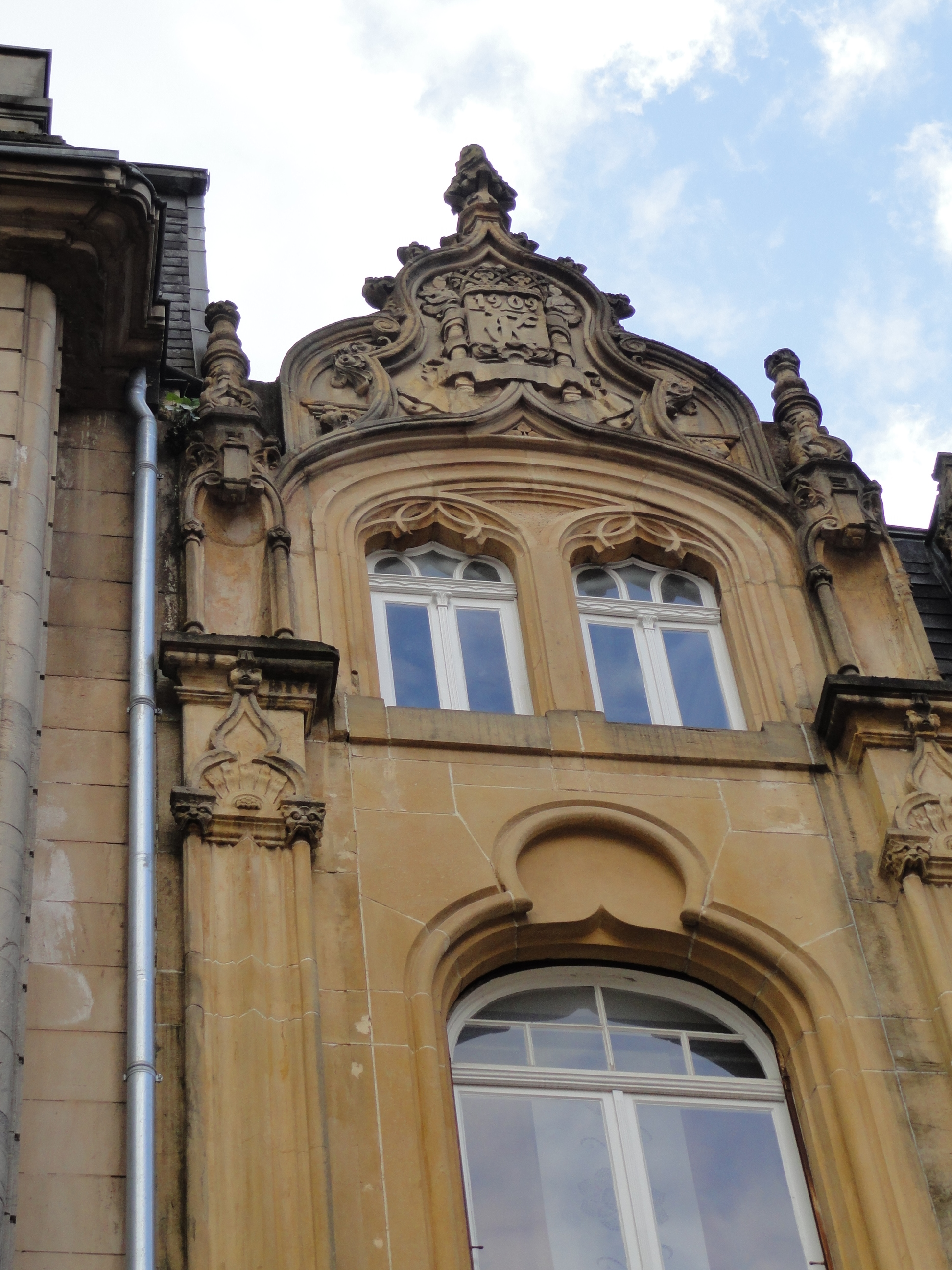
Détail

### 61 rue de l'Alzette
Immeuble de style Art nouveau de deux étages plus un étage de comble, avec un mélange d'influences des différentes tendances de l'époque:  influences belges pour les balcons métalliques en corbeille de la travée de droite où se situe l'entrée privée à rosace, des  influences nancéiennes pour le pinacle Gothico-Art nouveau de cette travée, et des influences plus germaniques pour les décors sculptés plus lourds et compacts. La travée de droite nettement plus étroite que les autres, avec la porte et les fenêtres très hautes, les balcons en saillie et son pinacle, donne l'impression de se dresser comme une tourelle. L'immeuble est en pierres de taille claires et en briques émaillées blanche et les sculptures sont inspirées par la nature végétale.   

### 65 rue de l'Alzette
Cet immeuble de rapport de style gothico-baroque, a sa façade en briques jaunes tandis que les chambranles des fenêtres sont en pierres de taille blanches abondamment sculptées. L'immeuble est de deux étages plus combles aménagés avec lucarnes. Au premier et au second étage, deux paires de fenêtres géminées séparées par une colonne à chapiteau à fleurs. Les fenêtres du premier étage, rectangulaires, sont couronnées d'un blason situé sous une moulure trilobée. Au second étage, les fenêtres à arc en anse de panier sont surmontées d'un cartouche rectangulaire avec blason et banderoles sans devises. 
Les mansardes sont en pierres de taille richement sculptées et la pente de la toiture de la mansarde est en pierre. 
À la droite du bâtiment, l'entrée privée à arc plein cintre outrepassé, est surmontée d'un tympan de style Renaissance reposant sur deux colonnes s'appuyant sur deux sculptures de têtes d'allure moyenâgeuses. Le tympan qui possède en son centre un bas-relief représentant un blason est surmonté d'un fleuron. 

### 67 rue de l'Alzette
Attenant à l'immeuble gothico-baroque du 65, se trouve au 67 un autre immeuble de rapport de style Gothico-Art Nouveau, en briques blanches et en pierres de taille claires. L'entrée privée est surmontée d'un pinacle, en bas-relief sur un oriel situé au premier étage soutenu par des consoles à motifs floraux de style Art nouveau, et qui  sert de base à un balcon du second étage. Au niveau des combles, un pignon de style gothique avec deux fenêtres géminées surmontées de trilobes. Au-dessus des fenêtres du premier étage, des cartouches  avec des motifs géométriques en bas-relief, dont entre autres un motif de mouchettes au-dessus des fenêtres géminées.

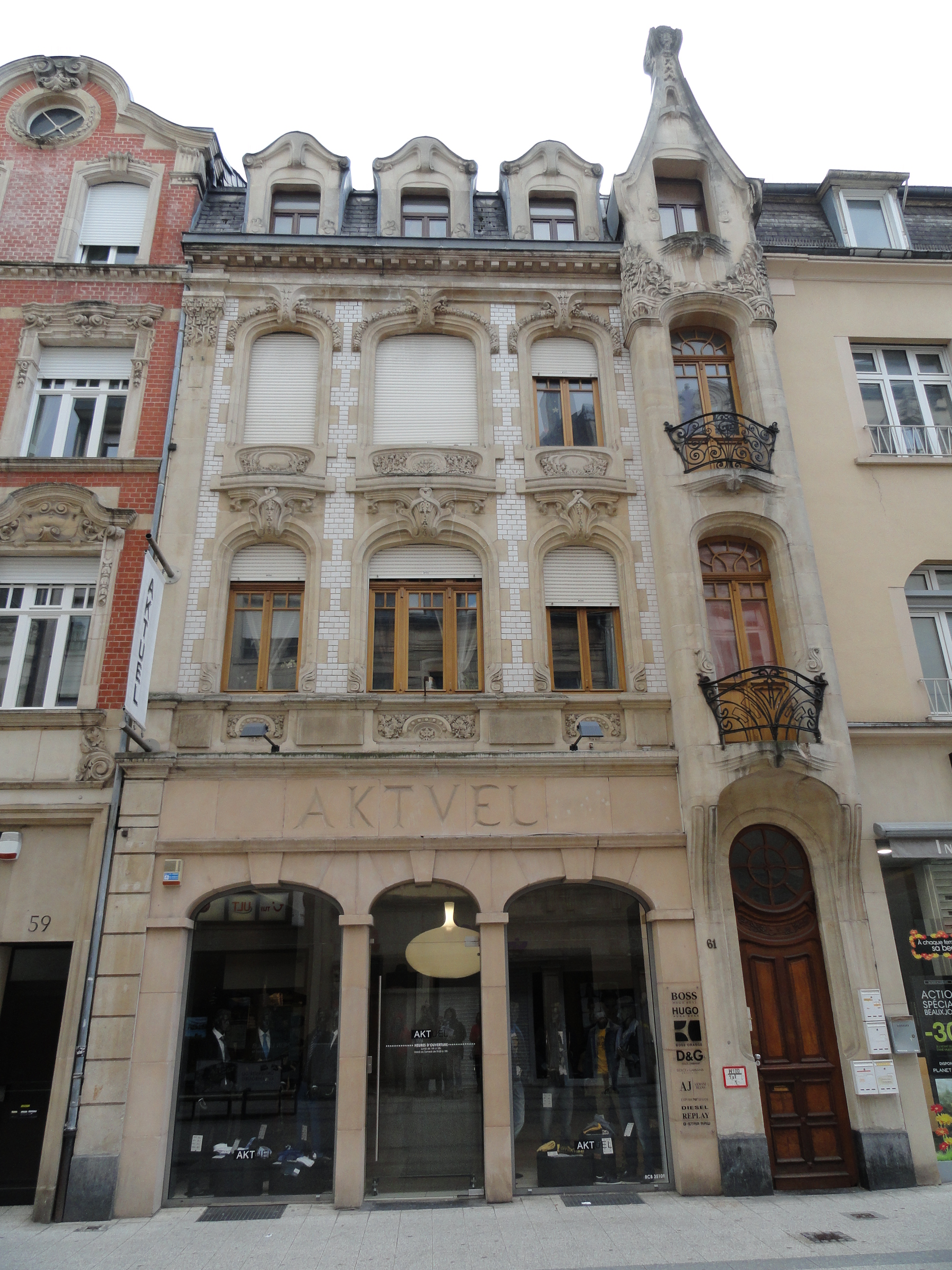
61 rue de l'Alzette. Immeuble Art nouveau
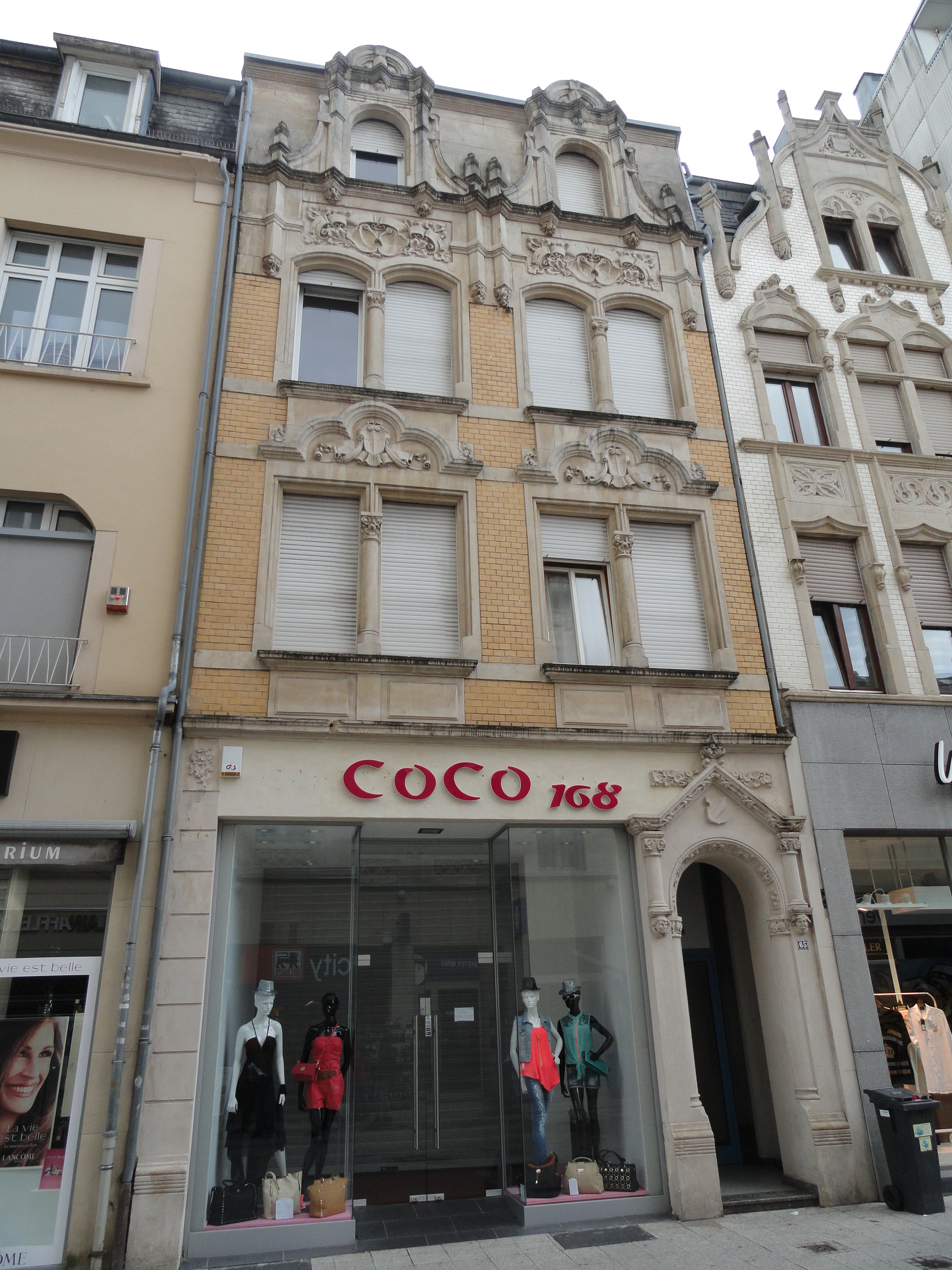
65 rue de l'Alzette. Immeuble Gothico-baroque
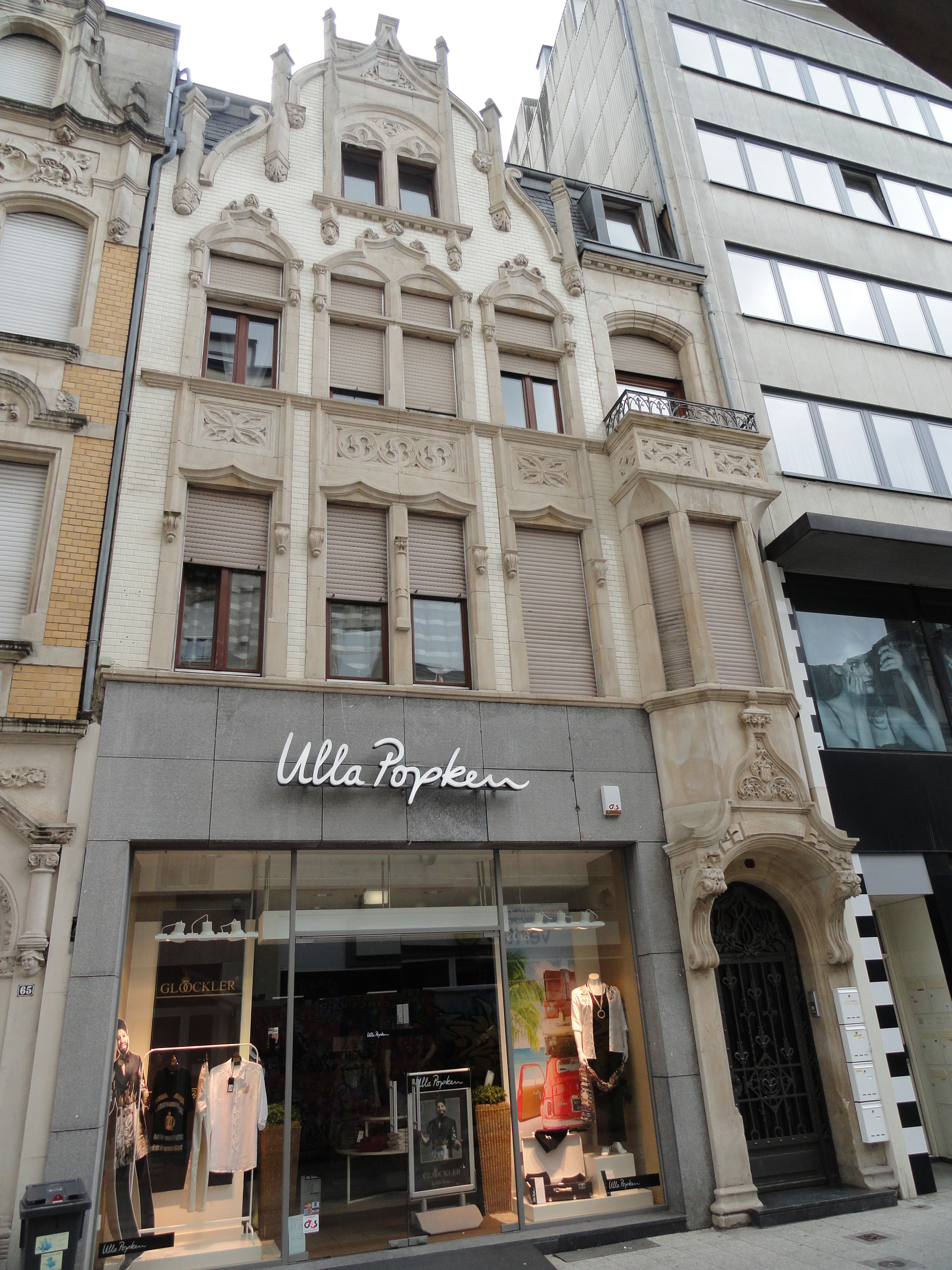
67 rue de l'Alzette. Immeuble Gothhico-Art nouveau

### 90 rue de l'Alzette

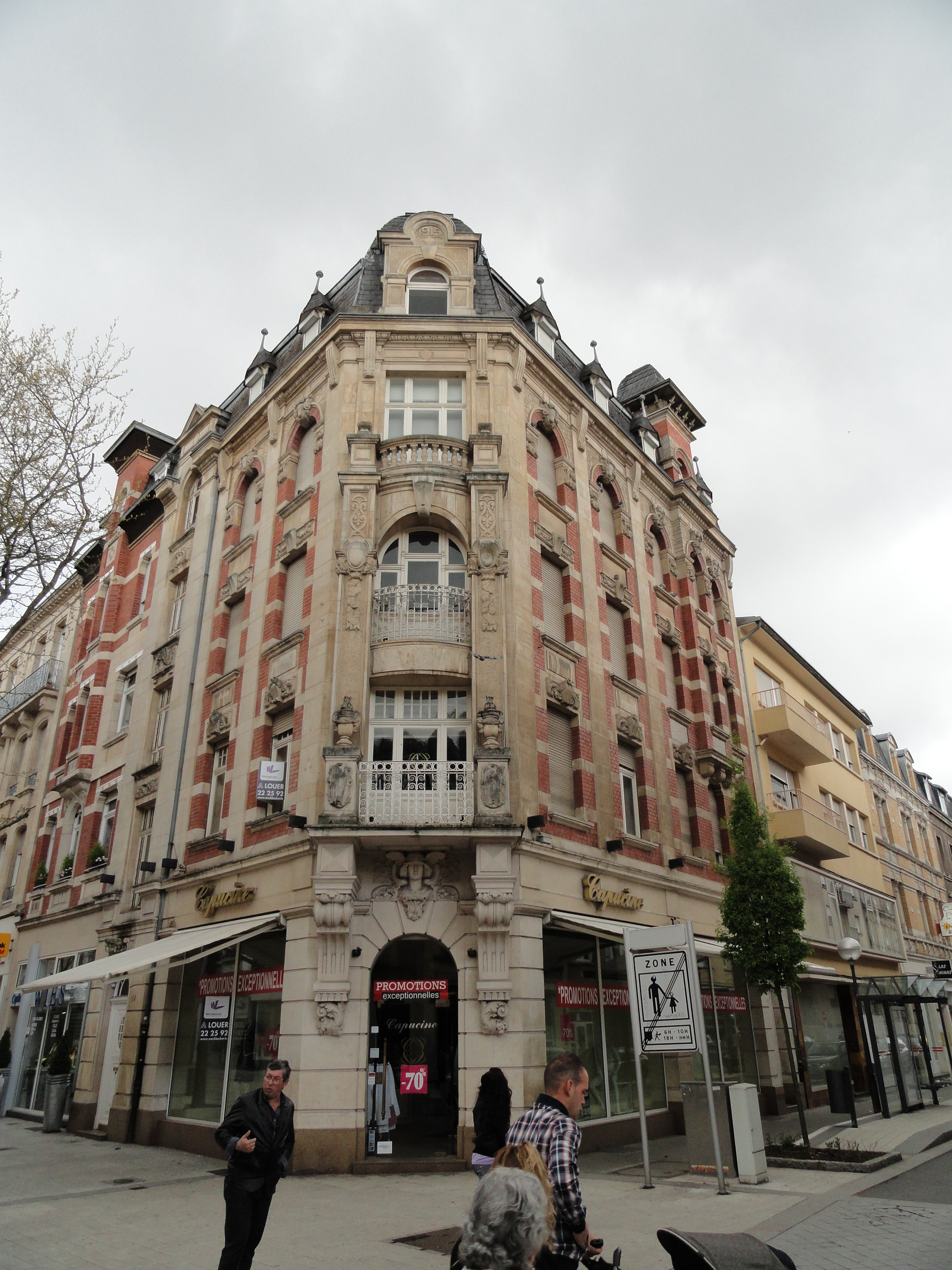
90 rue d'Alzette. Immeuble de coin

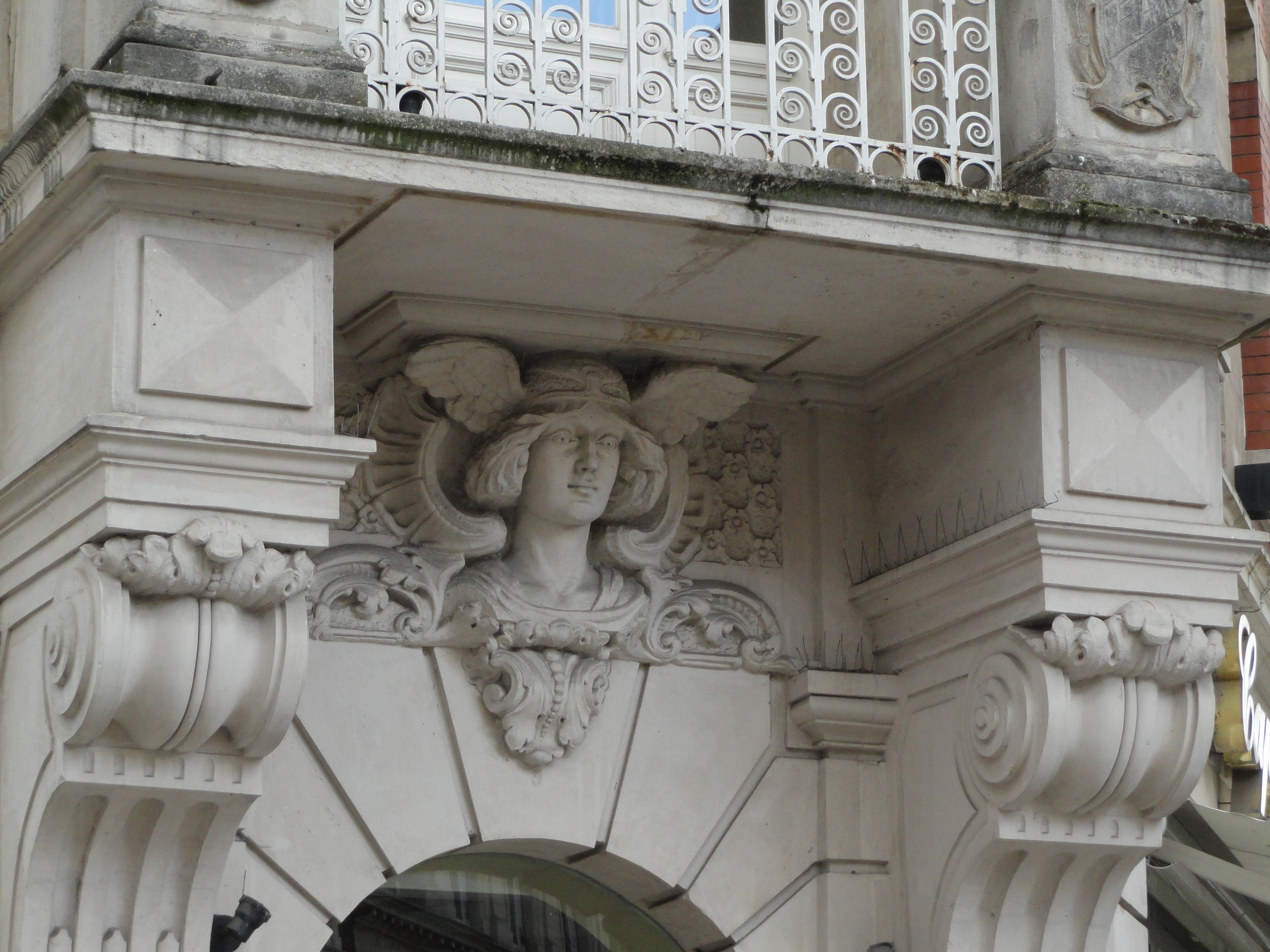
90 rue d'Alzette. Tête de Mercure au-dessus de l'entrée du magasin

Le 90 rue de l'Alzette est une maison d'angle de trois étages, plus combles mansardées, à pan coupé, construite en 1915 par l'entreprise Chilot. Elle est située à l'intersection entre la rue de l'Alzette et la rue du X Septembre. L'immeuble est en pierres de taille blanches et briques rouges, avec des décors en céramiques. L'entrée du magasin sur le pan coupé est encadrée de deux imposantes consoles  Renaissance soutenant le balcon du premier étage. La balustrade métallique du balcon est encadrée par les deux socles massifs de pots à feu. La porte d'entrée à arc plein cintre est surmontée d'une tête de Mercure ailée, le dieu du commerce.  L'aspect du pan coupé varie selon les niveaux: La fenêtre du premier étage est rectangulaire, celle du second étage à arc plein cintre et celle du troisième de nouveau rectangulaire.  Le balcon du premier et du deuxième étage possèdent une balustrade métallique, alors que celui du troisième a une balustrade à balustres en pierre. 
La façade est cadrée par une corniche d'inspiration ionique. Sur les façades latérales, les fenêtres du premier et second étage sont rectangulaires, tandis que celles du troisième sont  à arc plein cintre.  Le chambranle des fenêtres du troisième est en brique rouge, avec pour soutenir l'arc des impostes en pierre sculptées, et une clef d'arc en pierre avec mascaron ou blason.   
Sur le pan coupé, étaient fixés deux médaillons représentant le président français Raymond Poincaré (1860-1934) et le roi des Belges Albert 1er. Ces médaillons ont été enlevés par les nazis pendant la Seconde Guerre mondiale.        

### 91 rue de l'Alzette
Le 91 rue de l'Alzette est un immeuble de rapport en style Louis XVI revisité de deux étages, avec combles aménagés. Le bâtiment de cinq travées, deux larges encadrant trois plus étroites. La travée de droite en légère avancée, possède de larges baies en retrait par rapport à la façade, celle du premier étage avec un balcon convexe à balustres en pierres et celle du second étage, encadrée par deux colonnes toscanes. 
Un oriel à trois fenêtres, situé au niveau du premier étage de la travée de gauche, sert de base au balcon du second étage qui ouvre sur trois fenêtres à arc plein cintre étroites et hautes.   
Entre le premier et le second étage une corniche à denticules, en forte avancée, coupe horizontalement en deux la façade. Verticalement, les travées sont séparées par des colonnes plates à chapiteau ionique. 
Les dessous des balcons du premier étage sont décorés de reliefs de guirlandes de fruits, médaillons et rubans croisés. 

### 96 rue de l'Alzette
Cet immeuble Art nouveau en pierres de taille blanches est surtout remarquable par ses deux têtes de femmes aux longs cheveux, portant  le linteau en anse de panier de la grande baie vitrée du rez-de-chaussée, sur lequel repose le balcon du premier étage. 

### 135 rue de l'Alzette
Immeuble de coin en  pierres de taille avec une corniche à denticules décorées de mascarons représentant des figures grotesques à grandes oreilles, avalant par la bouche et les oreilles des guirlandes de feuilles. 

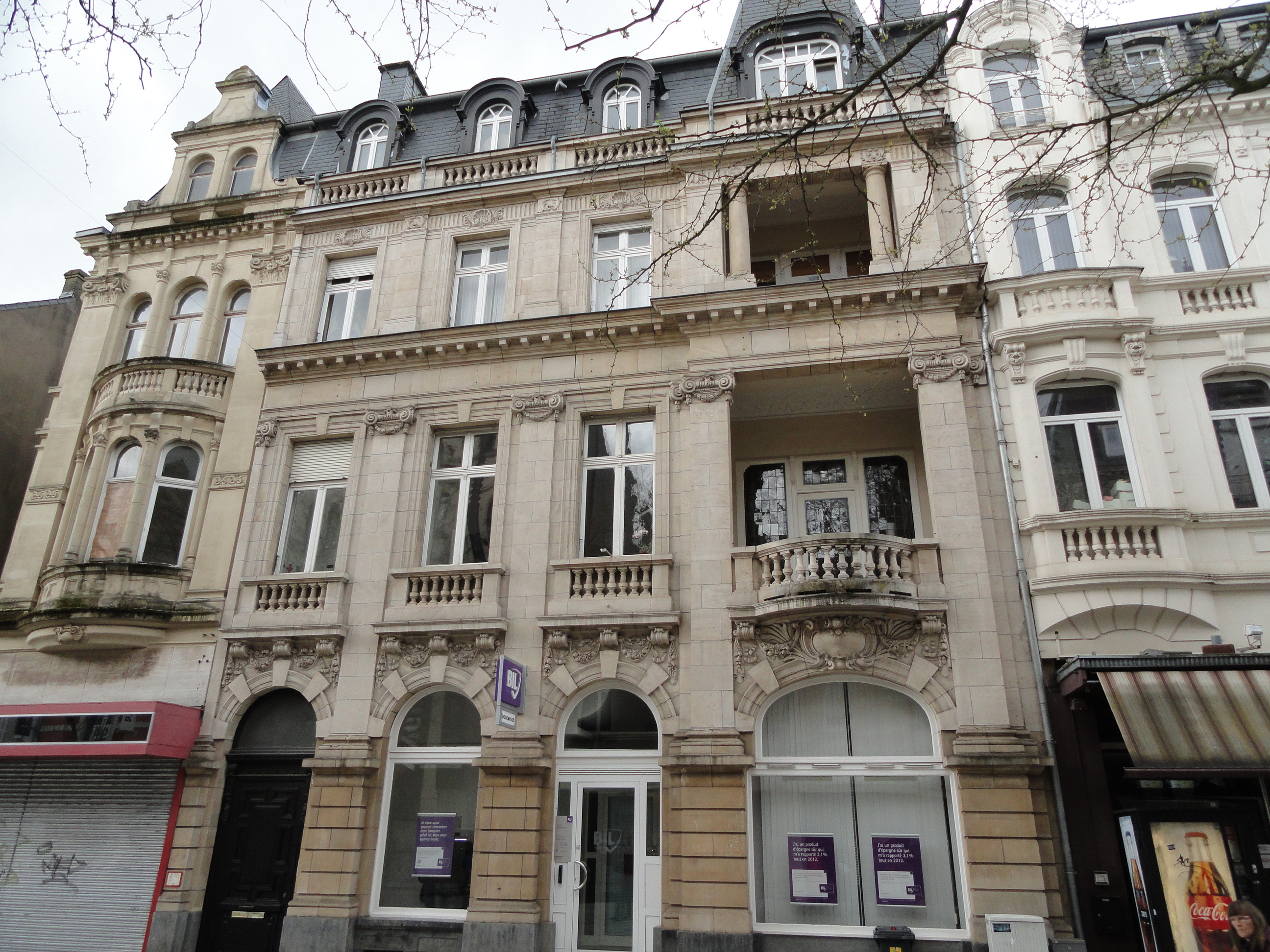
91 rue de l'Alzette. Immeuble de rapport style Louis XVI
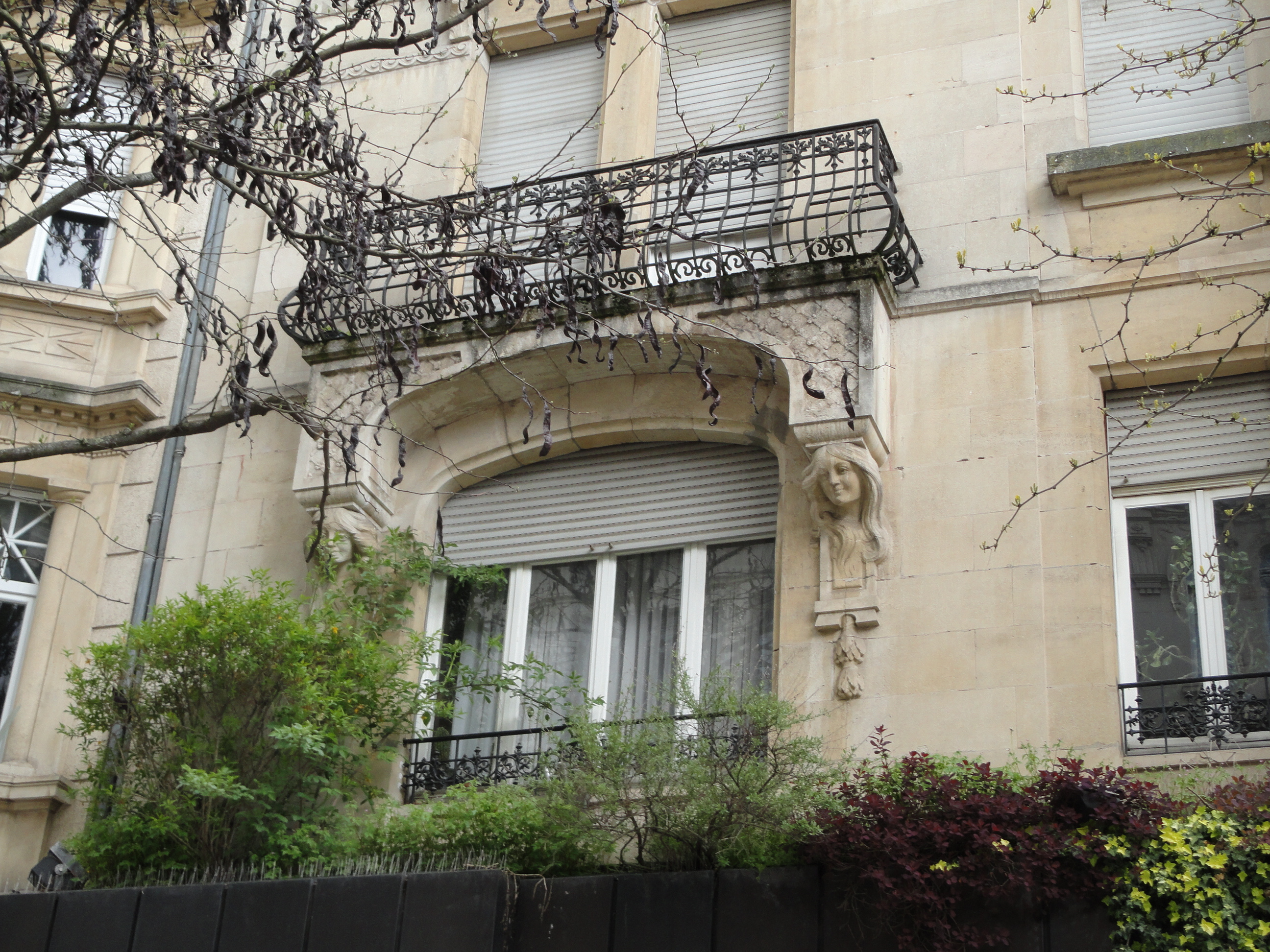
96 rue de l'Alzette. Immeuble Art nouveau
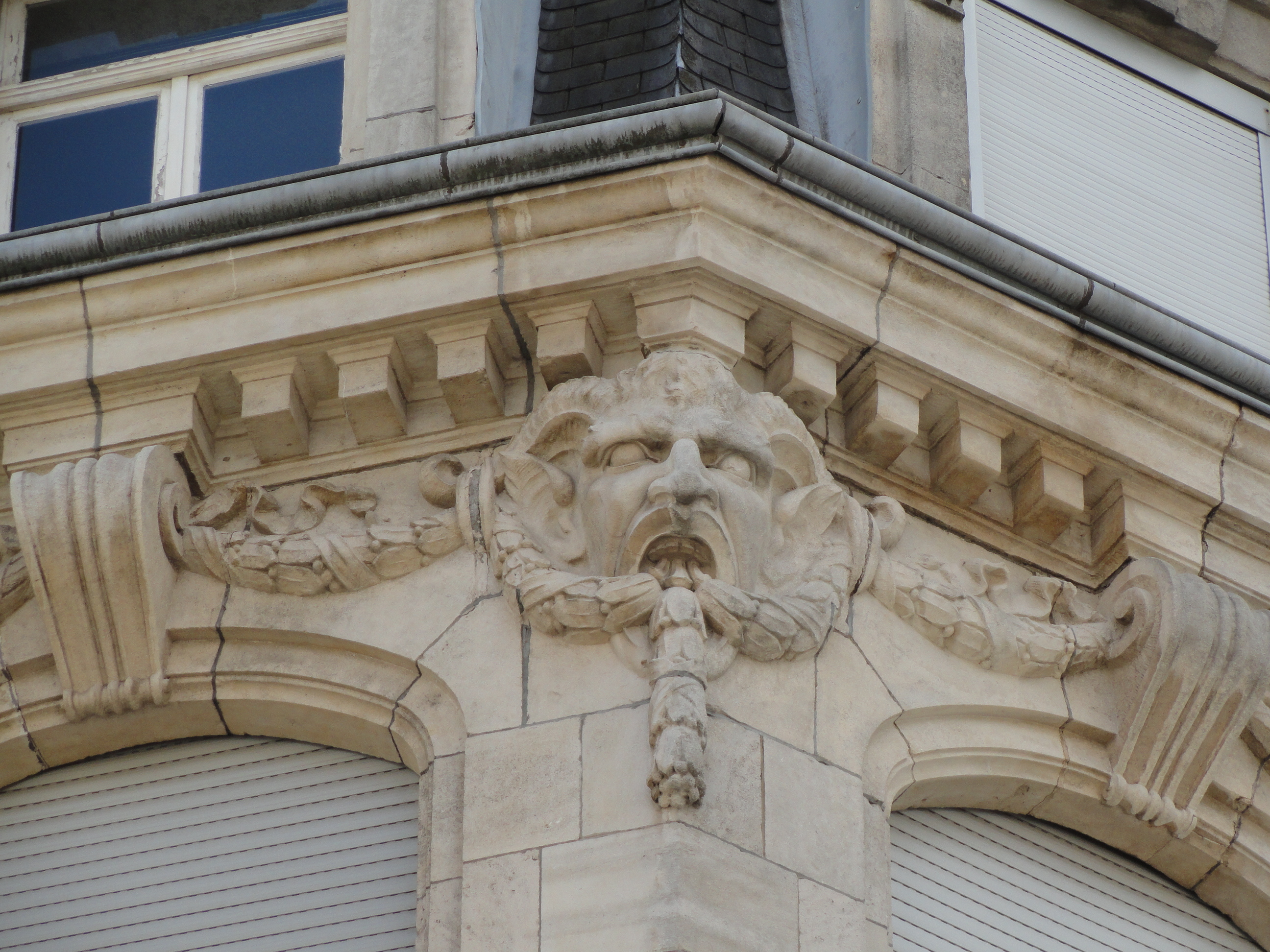
135 rue de l'Alzette. Mascaron sous la corniche